# Damien Laforce
Damien Laforce, né le 1er octobre 1995 à Lille (Nord), est un chef cuisinier français.
Il est désigné « Jeune Talent » du Gault & Millau en 2018, quelques mois après avoir pris son premier poste de chef dans les cuisines du restaurant Sébastopol à Lille. Un an plus tard, il se fait connaître du grand public lors de sa participation à la saison 10 de Top Chef diffusée sur M6 et dont il termine en cinquième place au bout de dix semaines de concours.
En 2020, il est l'un des anciens candidats de Top Chef qui participe à l'émission Top Chef : les grands duels sur M6.
Fin 2021, il est de nouveau désigné « Jeune Talent » du Gault & Millau.
Damien Laforce est considéré comme un des représentants de la nouvelle génération de chefs qui incarne le renouveau de la gastronomie à Lille,,.

## Parcours
Damien Laforce grandit à Bailleul et à Wormhout, dans la Flandre française, et prend goût dès l'enfance à la cuisine et aux produits du terroir au contact de ses grands-parents qui ont un grand potager. Après une scolarité au collège Immaculée-Conception de Bailleul, il suit une formation au CEFRAL, école hôtelière de Dunkerque, de 2010 à 2013 et y décroche un bac professionnel cuisine. Il réalise son alternance chez les Ladeyn père et fils au Vert Mont, à Boeschepe, et y est apprenti au moment où Florent Ladeyn participe à la quatrième saison de Top Chef.
En décembre 2014, Damien Laforce devient second de cuisine au Bloempot, le restaurant lillois de Florent Ladeyn. 
En 2016, il rencontre Jean-Charles Lecointre, architecte reconverti dans la restauration qui veut rouvrir le restaurant Sébastopol à Lille, ancienne table étoilée de Paul et Ghislaine Arabian et de Jean-Luc Germond, fermé depuis quatre ans. Le restaurant ouvre le 14 février 2017 et Damien Laforce y est le nouveau chef de cuisine, à tout juste 21 ans,. Il y réinterprète et modernise des plats du terroir nordiste avec une touche très végétale et en travaillant essentiellement des produits locaux et la récolte de ses propres cueillettes. En septembre 2017, il fait partie des chefs invités au festival Mange Lille. A l'automne 2017, Damien Laforce est désigné « Jeune Talent » par le Gault & Millau,, et attire l'attention de la presse,.
À la suite de ce prix, il est contacté par la production de Top Chef et passe les épreuves de casting de la saison 10. Le tournage a lieu en octobre et novembre 2018 et la diffusion sur M6 commence le 6 février 2019. Damien Laforce est intégré dès la première épreuve dans la brigade de Philippe Etchebest qui le coache tout au long de sa participation au concours. Il remporte notamment l'épreuve du plat miroir de Paul Pairet et se distingue sur l'épreuve des inspecteurs Michelin avec son Pigeon cuit sur l'os, cuisse confite, salsifi croquant et chicon, dont les inspecteurs soulignent « la qualité » et « le goût et la personnalité ». Pendant tout le concours, Damien Laforce s'efforce de défendre le terroir du Nord, et quitte le programme lors de la dixième semaine, aux portes des quarts de finale. 
En avril 2020, il est l'un des candidats de l'émission d'M6 Top Chef : les grands duels, dans laquelle il remporte son duel culinaire face à Florian Barbarot sur les deux ingrédients imposés,. 
Juste après son élimination du concours Top Chef, Damien Laforce annonce son projet de restaurant à Lille qu'il prévoit de nommer Chez Marcel et dans lequel il veut réaliser une cuisine durable et locale. L'établissement, finalement nommé Le Braque, ouvre fin août 2021.
En novembre 2021, en tant que chef du Braque, il est de nouveau désigné « Jeune Talent » du Gault & Millau 2022,.